# Ptychohyla
Ptychohyla is een geslacht van kikkers uit de familie boomkikkers (Hylidae).
De groep werd voor het eerst wetenschappelijk beschreven door Edward Harrison Taylor in 1944.
Er zijn dertien soorten die voorkomen in delen van Midden-Amerika en leven in de landen Costa Rica, El Salvador, Guatemala, Honduras, Mexico, Nicaragua en Panama.

## Soorten
Geslacht Ptychohyla
- Soort Ptychohyla acrochorda
- Soort Ptychohyla dendrophasma
- Soort Ptychohyla erythromma
- Soort Ptychohyla euthysanota
- Soort Ptychohyla hypomykter
- Soort Ptychohyla legleri
- Soort Ptychohyla leonhardschultzei
- Soort Ptychohyla macrotympanum
- Soort Ptychohyla panchoi
- Soort Ptychohyla salvadorensis
- Soort Ptychohyla sanctaecrucis
- Soort Ptychohyla spinipollex
- Soort Ptychohyla zophodes

Anotheca · 
Bromeliohyla · 
Charadrahyla · 
Diaglena · 
Dryophytes · 
Duellmanohyla · 
Ecnomiohyla · 
Exerodonta · 
Hyla · 
Isthmohyla · 
Megastomatohyla · 
Plectrohyla · 
Ptychohyla · 
Rheohyla · 
Sarcohyla · 
Smilisca · 
Tlalocohyla · 
Triprion